# Gregory Itzin
Gregory Martin Itzin (Washington, 20 aprile 1948 – Londra, 8 luglio 2022) è stato un attore statunitense.

## Biografia
Divenne molto noto grazie al suo ruolo del presidente Charles Logan in 24.
Itzin è morto nel 2022, per le improvvise complicazioni sorte durante un intervento chirurgico.
Dal 1979 era sposato con l'artista Judith L. Goldman, con cui ebbe due figli: Wilke (1983) e Julia (1986).

## Filmografia parziale

### Cinema
- I favolosi Baker (The Fabulous Baker Boys), regia di Steve Kloves (1989)
- Una gorilla per amica (Born To Be Wild), regia di John Gray (1995)
- Paura e delirio a Las Vegas (Fear and Loathing in Las Vegas), regia di Terry Gilliam (1998)
- Original Sin, regia di Michael Cristofer (2001)
- Evolution, regia di Ivan Reitman (2001)
- Una vita quasi perfetta (Life or Something Like It), regia di Stephen Herek (2002)
- Il nome del mio assassino (I Know Who Killed Me), regia di Chris Sivertson (2007)
- Giustizia privata (Law Abiding Citizen), regia di F. Gary Gray (2009)
- Cambio vita (The Change-Up), regia di David Dobkin (2011)
- Le idi di marzo (The Ides of March), regia di George Clooney (2011)
- Lincoln, regia di Steven Spielberg (2012)
- Sensitivity Training, regia di Melissa Finell (2016)

### Televisione
- Backstairs at the White House – serie TV, episodio 1x01 (1979)
- Matt Hotel (The Nutt House) – serie TV, 10 episodi (1989)
- Star Trek: Deep Space Nine – serie TV, episodi 1x08-6x12 (1993-1998)
- La signora in giallo (Murder, She Wrote) – serie TV, episodio 12x10 (1995)
- Murder One – serie TV, 17 episodi (1995-1996)
- E.R. - Medici in prima linea (E.R.) – serie TV, episodio 2x16 (1996)
- Jarod il camaleonte (The Pretender) – serie TV, episodio 1x15 (1997)
- Millennium – serie TV, episodio 1x17 (1997)
- JAG - Avvocati in divisa (JAG) – serie TV, episodio 3x08 (1997)
- The Practice - Professione avvocati (The Practice) – serie TV, 5 episodi (1997-2003)
- Johnny Tsunami - Un surfista sulla neve (Johnny Tsunami), regia di Steve Boyum – film TV (1999)
- Star Trek: Voyager – serie TV, episodio 7x05 (2000)
- Profiler - Intuizioni mortali (Profiler) – serie TV, 6 episodi (2000)
- West Wing - Tutti gli uomini del Presidente (The West Wing) – serie TV, episodio 3x18 (2002)
- For the People – serie TV, episodio 1x07 (2002)
- Firefly – serie TV, episodio 1x04 (2002)
- Friends – serie TV, 2 episodi (2002-2004)
- Star Trek: Enterprise – serie TV, 2 episodi (2002-2005)
- NCIS - Unità anticrimine (NCIS) – serie TV, episodi 1x01-1x03-17x16 (2003-2020)
- Senza traccia (Without a Trace) – serie TV, episodio 1x22 (2003)
- Medical Investigation – serie TV, episodio 1x05 (2004)
- The O.C. – serie TV, episodio 2x04 (2004)
- 24 – serie TV, 44 episodi (2005-2010)
- Boston Legal – serie TV, 2 episodi (2005)
- Medium – serie TV, episodio 4x06 (2008)
- Hannah Montana – serie TV, episodio 2x27 (2008)
- The Mentalist – serie TV, 15 episodi (2008-2012)
- Covert Affairs – serie TV, 25 episodi (2010-2013)
- Big Love – serie TV, 9 episodi (2011)
- Desperate Housewives – serie TV, 2 episodi (2011)
- C'era una volta (Once Upon a Time) – serie TV, episodio 2x12 (2013)
- Mob City – serie TV, 6 episodi (2013)
- Hawaii Five-0 – serie TV, episodio 5x12 (2015)
- 12: Deadly Days – serie TV, episodio 1x03 (2016)
- Code Black – serie TV, episodio 3x06 (2018)
- America 2.0 – serie TV, episodio 1x03 (2018)
- The Resident – serie TV, episodio 2x23 (2019)

## Doppiatori italiani
Nelle versioni in italiano delle opere in cui ha recitato, Gregory Itzin è stato doppiato da:
- Sergio Di Giulio in Profiler - intuizioni mortali, Big Love, C'era una volta
- Luca Biagini in Millenium, Desperate Housewives
- Vladimiro Conti in Original Sin, Una vita quasi perfetta
- Enzo Avolio in Covert Affairs, Code Black
- Massimo Turci in Top Secret
- Francesco Vairano in Matt Hotel
- Giorgio Locuratolo in Star Trek: Deep Space Nine
- Natale Ciravolo in Una gorilla per amica
- Gianni Giuliano in La signora in giallo
- Massimo Lodolo in Jarod il camaleonte
- Sergio Di Stefano in Johnny Tsunami - Un surfista sulla neve
- Mino Caprio in Star Trek: Voyager
- Giorgio Lopez in Evolution
- Nino Prester in Friends
- Oliviero Dinelli in Star Trek: Enterprise (ep. 1x15)
- Saverio Moriones in Star Trek: Enterprise (ep. 4x19)
- Antonio Angrisano in CSI - Scena del crimine
- Mario Bombardieri in NCIS - Unità anticrimine (ep. 1x01, 1x03)
- Roberto Stocchi in NCIS - Unità anticrimine (ep. 17x16)
- Paolo Marchese in The O.C.
- Romano Malaspina in 24
- Antonello Governale ne Il nome del mio assassino
- Angelo Nicotra in The Mentalist
- Ambrogio Colombo in Giustizia Privata
- Pietro Biondi in Cambio vita
- Dario Penne in Le idi di marzo
- Paolo Maria Scalondro in Hawaii Five-0